# Eusébio Cup de 2025
A Eusébio Cup 2025 foi a 13ª edição da Eusébio Cup onde a equipa portuguesa do Benfica enfrentou a equipa do Fenerbahçe, da Turquia, treinada pelo português José Mourinho. A partida foi realizada no Estádio da Luz, em Lisboa no dia 26 de julho.

## Detalhes do jogo
| 26 de julho de 2025 | Benfica | 3-2 | Fenerbahçe | Estádio da Luz, Lisboa              |
|                     |         |     |            | Árbitro: Hélder Carvalho (Portugal) |

## Premiação
| Eusébio Cup de 2025         |
| --------------------------- |
| Portugal                    |
| Benfica Campeão (6º título) |